# Serafín Estébanez Calderón

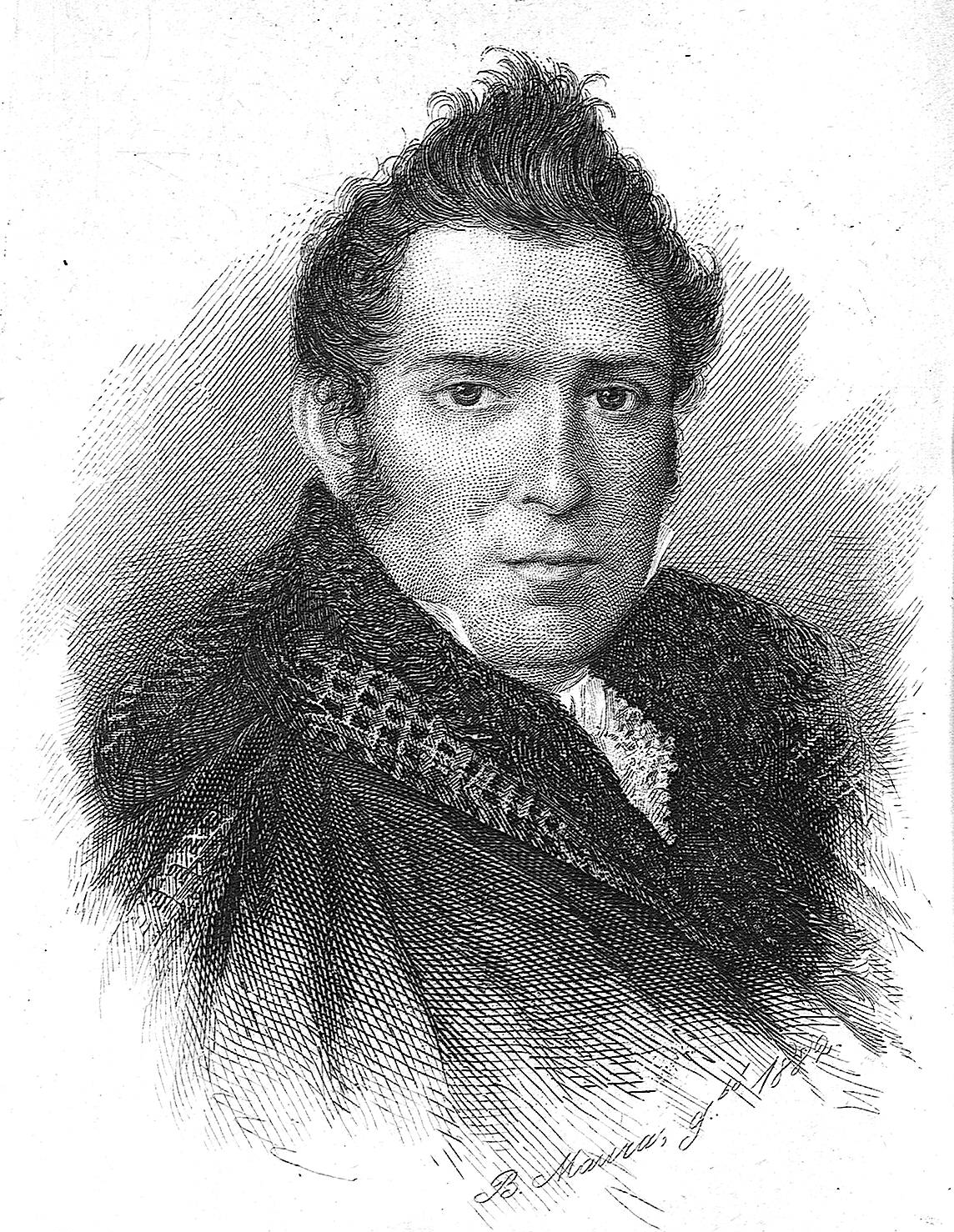
Estébanez Calderón („El Solitario“)

Serafín Estébanez Calderón (* 27. Dezember 1799 in Málaga; † 5. Februar 1867 in Madrid) war ein spanischer Schriftsteller und Journalist.
Estébanez Calderón übersiedelte 1830 nach Madrid. Er veröffentlichte dort unter dem Pseudonym El Solitario Sittenbilder (Escenas Andaluzas, „Andalusische Szenen“) aus Andalusien. Zu seinen bedeutendsten Texten, insbesondere für die Flamencoforschung, gehört der 1842 erschienene Artikel Un baile en Triana („Ein Tanz in Triana“), dessen Thematik er auch in seiner 1846 erschienenen Reportage Asamblea General („Allgemeine Versammlung“) weiter, auch mit Informationen zu Musikern und Tänzerinnen, ausschmückte (unter anderem zur Tänzerin Marie Guy-Stephan und den Flamencosängern El Fillo und El Planeta). Er gilt als bedeutender Vertreter des Costumbrismo. Estébanez Calderón war ein Neffe des Mäzens und Unternehmers José de Salamanca, der in Madrid die Veranstaltungsstätte Teatro del Circo gegründet hatte. Estébanez Calderón beschäftigte sich auch mit Arabistik und Poesie, sammelte Manuskripte und war auch politisch tätig.